# Mala (artiest)
Mala, artiestennaam van Mark Lawrence (1980), is een Londense muziekproducent die bekend staat als een van de meest belangrijke en invloedrijke dubstep-producers. Samen met Coki (Dean Harris) vormen zij het duo Digital Mystikz. Deze groep organiseerde, samen met Loefah, regelmatig de DMZ-clubavonden in Brixton, Londen, wat het centrum vormde van de dubstep-scène in de jaren 2005 - 2015.

## Ontstaan
Mala begon in de vroege jaren 2000 als dubstep-producer, maar werd pas fulltime producent in 2007, nadat zijn muziek voldoende inkomsten opbracht om te kunnen stoppen met zijn job als jeugdwerker.

## Trivia
Het nummer "Changes" van Mala wordt in verscheidene hits prominent gesampled. Voorbeelden hier van zijn het nummer "Look At Me" de rapper XXXTentacion en "Too high" van rapper Lil Dicky.